# 田林金線魮
田林金線魮（学名：Sinocyclocheilus tianlinensis）为輻鰭魚綱鯉形目鲤科的其中一種，分布於亞洲中國廣西壯族自治區的田林縣浪平鄉的洞穴，本魚體延長且側扁，頭部扁平呈鴨嘴狀，頭與背交界處隆起，並向前突出，無眼，口亞下位，具觸鬚2對，體裸露無鱗片，背鰭鰭條8枚，邊緣無鋸齒，體色淡肉紅色，半透明無斑紋，魚鰭透明，尾鰭叉形，棲息在中底層水域，生活習性不明。

## 扩展阅读
維基物種上的相關：田林金線魮